# Tatarski preliv
Tatarski preliv (rusko Татарский пролив, latinizirano: Tatarskij proliv; japonsko 間宮海峡, latinizirano: Mamija kaikjō) je morski preliv v severozahodnem delu Tihega oceana, ki loči celinsko Rusijo oziroma Azijo od otoka Sahalin. Poveže dve robni morji Tihega oceana: Ohotsko morje na severu z Japonskim morjem na jugu. Dolg je 632 kilometrov, širok pa najmanj sedem in največ 342 kilometrov. Največja globina ne preseže 210 metrov. Najožji del tega preliva se imenuje Preliv Nevelskega.
Edina kopenska masa znotraj Tatarskega zaliva je majhen otok Moneron, ki leži v njegovih južnih vodah in pripada Rusiji. V sedanjosti nima stalnih prebivalcev, na njem pa je le nekaj starih zgradb iz 20. stoletja in manjše število turističnih koč, ki so jih zgradili po letu 2006.
Uprava Tatarskega preliva znotraj Rusije je razdeljena med Sahalinsko oblastjo, Habarovskim okrajem in Primorskim okrajem.

## Zgodovina
Tatarski preliv je bil poimenovan po obsežni zgodovinski regiji Tatarija, ki se je raztezala od osrednje do severne Azije. Evropejci so kot Tatare označevali pripadnike različnih staroselskih ljudstev, ki so živeli znotraj tega ozemlja. Med njih so šteli tudi pripadnike dinastije Juan, ki je imela oblast nad Kitajsko in morskimi prelivi v severovzhodni Aziji v 13. in 14 stoletju.
Leta 1644, ko je dinastija Čing na Kitajskem prevzemala oblast od dinastije Ming, so Evropejci kot Tatare začeli označevati tudi Mandžurje. Zlasti v francoskih virih je bilo območje Mandžurije in Mongolije znano kot Kitajska Tatarija (francosko la Tartarie Chinoise). Francoski pomorščak La Pérouse je leta 1787 izdelal zemljevid morskega preliva med Kitajsko Tatarijo in Sahalinom ter ga poimenoval Tatarski preliv. Japonsko ime preliva pomeni 'Mamijev preliv', saj so ga Japonci poimenovali po tamkajšnjem pomorščaku Mamiju Rinzu, ki je plul na tem območju leta 1808.
Na ruskih zemljevidih se je kasneje pojavilo tudi ime Preliv Nevelskega, ki pa se nanaša le na najožji del Tatarskega preliva. Izhaja iz imena admirala Genadija Nevelskega, ki je raziskal to območje leta 1848. V ruščini se ime Tatarski preliv navadno nanaša le na del preliva južno od njegovega najožjega dela, medtem ko je njegov severni del poimenovan Amurski liman, saj je na tem območju ustje reke Amur. Severno od Amurskega limana je Sahalinski zaliv.
Lastnosti Tatarskega preliva so sprva povzročale zmedo med evropskimi pomorščaki, ki so pluli vanj iz smeri juga, saj so lahko opazili, da je preliv vse ožji in plitvejši. Zaradi tega so bili prepričani, da so pripluli v zaliv ter so se obrnili nazaj proti jugu, preden so imeli priložnost prepluti preliv. Tako se je leta 1787 končala odprava La Pérousa, ki ni želel tvegati z nadaljevanjem plutja proti severu, čeprav so mu pripadniki staroselskih ljudstev povedali, da je Sahalin otok. Tudi William Broughton je svojo odpravo leta 1797 končal na enak način.
Leta 1805 je ruski admiral Kruzenštern priplul v Tatarski preliv iz smeri severa, vendar ni nadaljeval poti proti jugu. Evropski pomorščaki v naslednjih desetletjih večinoma niso bili seznanjeni s podrobnostmi odprave Japonca Mamija Rinza iz leta 1808. Prvi Evropejec, ki je preplul Tatarski preliv iz smeri severa, je bil Nevelskoj leta 1848.
Na jugu Tatarskega preliva v Japonskem morju je 15. decembra 1952 izginila sovjetska podmornica s 47 člani posadke. Vzroka izginotja in lege razbitin nikoli niso ugotovili.
Sovjetska vlada je leta 1956 predlagala gradnjo nasipa na najožjem delu Tatarskega zaliva. S tem naj bi se prispevalo k ustavitvi dotoka hladnega zraka s severa v Japonsko morje in povečanju temperatur v naseljih ob njegovi obali. Gradnja železniško-cestnega predora med celino in Sahalinom se je začela v času vladavine Josifa Stalina, a je bila po njegovi smrti leta 1953 ustavljena. Šele v zgodnjem 21. stoletju so se znova pojavila podobna načrtovanja, vendar še naprej ni dokončanega predora.
Od leta 1973 obstaja trajektna povezava med pristaniščema Vanino na celini in Holmsk na Sahalinu. Čeprav je Tatarski preliv najkrajša ladijska povezava med številnimi pristanišči na Ruskem Daljnem vzhodu, ladje v smeri z juga proti severu, npr. med pristaniščema Vanino in Magadan, večinoma ne plujejo skozenj ter zaobidejo tako japonski otok Hokaido kot Sahalin. V smeri s severa proti jugu med pristaniščema Magadan in Vanino skozi Tatarski preliv plujejo le nekatere ladje, večinoma ob ugodnih vremenskih razmerah in naložene z manjšo količino tovora.
1. septembra 1983 je pri otoku Moneron na jugu Tatarskega preliva strmoglavilo potniško letalo Boeing 747 južnokorejske letalske družbe Korean Air Lines, ki je opravljalo let 007 iz New Yorka proti Seulu z vmesnim postankom v Anchorageu na Aljaski. Pozneje je bilo ugotovljeno, da je potniško letalo nepooblaščeno letelo skozi sovjetski zračni prostor zaradi napake pilotov pri izbiri nastavitev avtopilota, nakar ga je sestrelil sovjetski lovec Su-15, katerega pilot je bil prepričan, da je šlo za ameriško vohunsko letalo. Umrlo je vseh 269 ljudi na krovu potniškega letala.